# Ratti

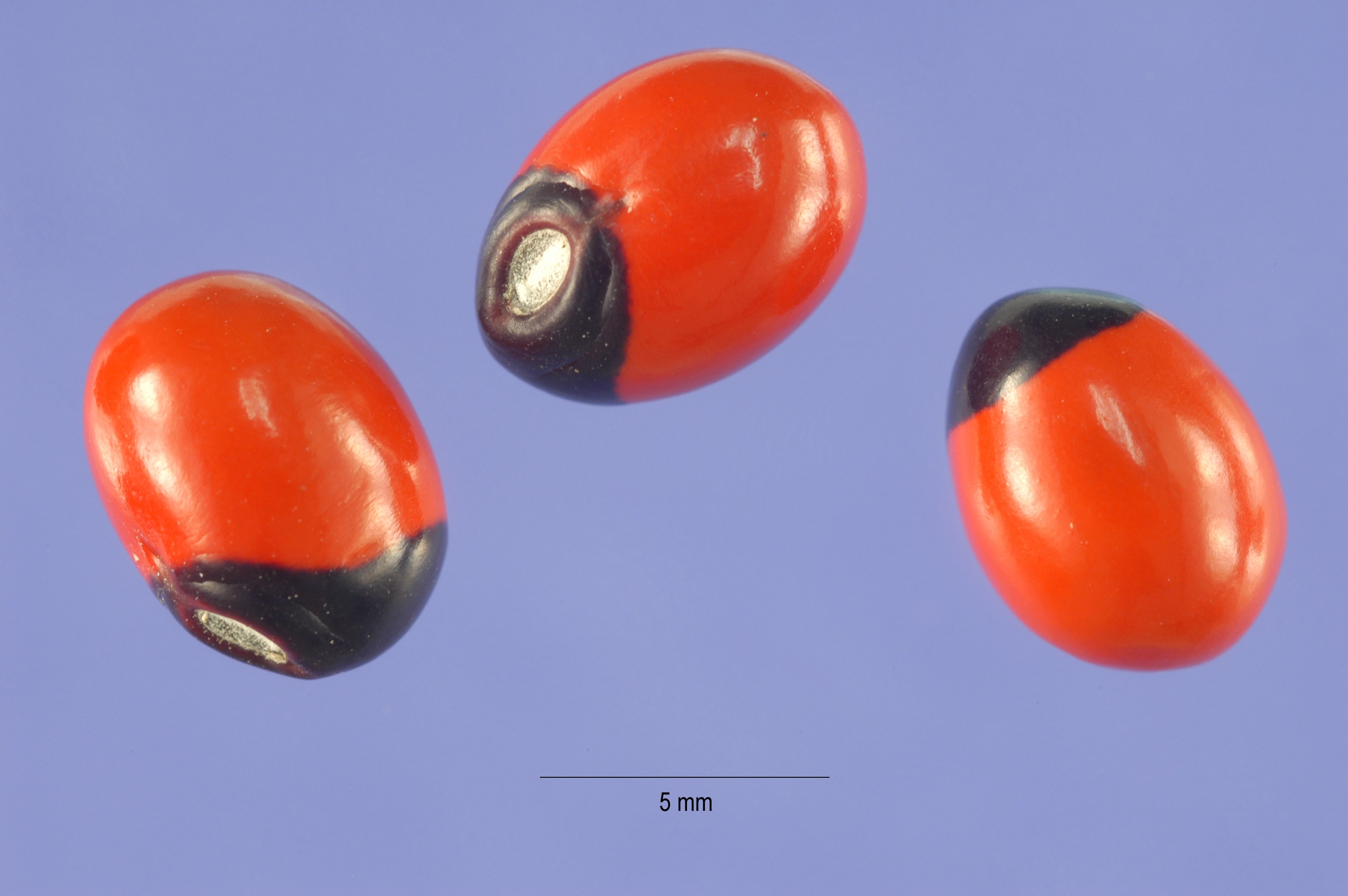
Paternosterboontjes

Ratti, rati of raktika was een Indiase gewichtseenheid op basis van het paternosterboontje, het zaad van de Abrus precatorius (gunja). Het werd gebruikt als muntgewicht om het gewicht van munten te ijken. Zo was 100 ratti een satamana en 32 ratti een karshapana of kahapana. Tegenwoordig is het gewicht vastgesteld op 0,1215 gram, maar doordat de zaadjes in grootte variëren, varieerde het muntgewicht tussen de 0,104 en 0,117 gram.